# Warszawa-Centrum (gmina)
Warszawa-Centrum – dawna gmina miejska (tzw. gmina warszawska) istniejąca w latach 1994–2002 w woj. stołecznym warszawskim i następnie mazowieckim. Siedziba gminy znajdowała się w Warszawie. Gmina obejmowała 7 obecnych dzielnic, położonych centralnie: Mokotów, Ochota, Praga-Południe, Praga-Północ, Śródmieście, Wola, Żoliborz. Jej powierzchnia wynosiła ok. 122 km², a liczba mieszkańców – ok. 1 miliona. Jednostkę Warszawa-Centrum otaczało 10 innych gmin miasta stołecznego Warszawy, tzw. gminy „wianuszka”. Spośród ówczesnych gmin warszawskich jedynie gmina Centrum była podzielona na 7 jednostek pomocniczych – dzielnic (wymienionych wyżej).

## Utworzenie gminy
Gmina Warszawa-Centrum została utworzona 19 czerwca 1994 roku w woj. warszawskim na mocy ustawy z dnia 25 marca 1994 o ustroju miasta stołecznego Warszawy, w związku z reformą podziału administracyjnego miasta Warszawy, polegającej na przekształceniu dotychczasowych (funkcjonujących od 1990 roku) ośmiu dzielnic-gmin w 11 nowych tzw. gmin warszawskich. Gminę wydzielono m.in. ze względu na specyfikę problemów z własnością gruntów i nieruchomości. Jej granice w przybliżeniu pokrywały się z granicami Warszawy sprzed wybuchu II wojny światowej. Obszar ten po wojnie objęto nacjonalizacją gruntów (na mocy dekretu z dnia 26 października 1945 o własności i użytkowaniu gruntów na obszarze m.st. Warszawy (Dz.U. Nr 50, poz. 279), zwanego czasem dekretem Bieruta). Burmistrzem gminy Warszawa Centrum był prezydent m.st. Warszawy, wybierany wtedy i odwoływany przez radę gminy Warszawa-Centrum (a nie w wyborach bezpośrednich, jak obecnie, ani nawet nie przez radnych całego m.st. Warszawy). Funkcję tę pełnili: Mieczysław Bareja (1994), Marcin Święcicki (1994–1999), Paweł Piskorski (1999–2002) i Wojciech Kozak (2002).

## Reforma administracyjna i zniesienie gminy
W związku z reformą administracyjną Polski wchodzącą w życie 1 stycznia 1999 roku, gmina weszła w skład powiatu warszawskiego w nowo utworzonym woj. mazowieckim.
Gminę wraz z powiatem warszawskim, związkiem komunalnym m.st. Warszawy oraz podziałem Warszawy na gminy zniesiono 27 października 2002 roku na mocy ustawy z dnia 15 marca 2002 r. o ustroju miasta stołecznego Warszawy, która uczyniła z Warszawy ponownie jednolitą gminę miejską, największą w Polsce pod względem liczby ludności, z kolei siedem dotychczasowych dzielnic gminy Warszawa-Centrum oraz 10 gmin „wianuszka” i miasto Wesoła stały się osiemnastoma dzielnicami Warszawy, zaś miasto Sulejówek powróciło do powiatu mińskiego.

## Granice gminy
Północna krawędź mostu gen. Stefana Roweckiego, północna strona ul. Toruńskiej, wschodnia strona linii
kolejowej Warszawa-Legionowo z przystankiem Warszawa Praga, północna strona linii kolejowej biegnącej wzdłuż ul. Plantowej i ul. Naczelnikowskiej, północna strona linii kolejowej Warszawa-Siedlce biegnącej wzdłuż ul. Zabranieckiej i ul. Gwarków, na południe po wschodniej stronie zakładu karnego, północna, wschodnia i południowa granica lasu Olszynka Grochowska, zachodnia strona ul. Torowej, południowo-wschodnia strona ul. Marsa, południowa strona ul. Ostrobramskiej, północno-zachodni brzeg kanału Nowa Ulga, nurt rzeki Wisły, nurt rzeki Wilanówki, przedłużenie ul. Zawodzie, południowa strona ul. Zawodzie, południowa strona ul. Augustówka, północna strona ul. Goplańskiej, wschodnia strona ul. Niemirowskiej, południowa strona ul. Nałęczowskiej, wschodnia strona ul. Sobieskiego, południowa strona ul. Arbuzowej, zachodnia strona ul. przy Grobli, południowa strona Al. Wilanowskiej, północna strona ul. Dolina Służewiecka, wschodnia strona ul. Puławskiej, południowa strona al. Wyścigowej, przedłużenie ul. Bokserskiej, południowa strona ul. Bokserskiej, przedłużenie ul. Bokserskiej, zachodnia strona linii kolejowej Warszawa-Radom, południowo-zachodnia strona linii kolejowej ze stacjami Warszawa Rakowiec i Warszawa Al. Jerozolimskie, zachodnia strona linii kolejowej przecinającej ul. Połczyńską i ul. Górczewską, zachodnia granica Lasku na Kole, północno-zachodnia strona al. Armii Krajowej, północna krawędź mostu gen. Stefana Roweckiego.